# Gian Antonio Danieli
Gian Antonio Danieli (Padova, 2 maggio 1942) è un biologo, genetista ed epidemiologo italiano.

## Carriera accademica
Laureatosi all'Università di Padova nel 1964 in Scienze Biologiche, dopo due anni divenne assistente ordinario di Zoologia nella Facoltà di Scienze. Professore incaricato dal 1966, nel 1980 risultò vincitore del concorso a cattedra di Biologia generale. Insegnò per tre anni nella Facoltà di Scienze come professore straordinario e nel 1983 fu chiamato dalla Facoltà di Medicina di Padova dove fu professore ordinario di Biologia fino alla data del pensionamento, tenendo corsi di Biologia e di Genetica.

## Ricerca scientifica
All'inizio dell'attività di ricerca studiò la sintesi degli acidi nucleici in cellule di mammifero coltivate in vitro e nei cromosomi giganti di Drosophila.
Nel 1969-70 proseguì gli studi sulla replicazione del DNA in cromosomi politenici e compì importanti osservazioni al microscopio elettronico sulle relazioni tra polisomi e pori nucleari, all'Institute of Animal Genetics dell'Università di Edimburgo.
Ritornato in Italia, l'interesse scientifico si spostò sulla genetica di popolazione, con lo studio di alcuni polimorfismi enzimatici in Drosophila e con ricerche di epidemiologia genetica delle distrofie muscolari. Nei dieci anni successivi l'attività di ricerca riguardò la genetica delle distrofie muscolari dell'uomo, contribuendo alla epidemiologia genetica di diverse patologie neuromuscolari ereditarie e stabilendo il tasso di mutazione per la distrofia muscolare di Duchenne.
Dal 1992 guidò un piccolo gruppo di ricerca che si impose a livello internazionale nella comprensione delle basi genetiche della cardiomiopatia aritmogena del ventricolo destro, identificando diversi geni implicati e chiarendo il ruolo patogeno delle loro mutazioni.
A partire dal 1999, diede impulso ad un nuovo filone di ricerca nel campo della bioinformatica, mediante la ricostruzione di mappe genomiche dei geni espressi in specifici tessuti umani differenziati, la ricostruzione "in silico" dei loro profili trascrizionali e lo sviluppo di metodologie computazionali per la ricerca di elementi di regolazione ancora sconosciuti.
Infine, dal 2005 al 2009 si impegnò nella ricerca dei geni coinvolti nell'adattamento umano alle alte quote. I risultati delle ricerche sono contenuti inoltre 200 pubblicazioni, prevalentemente su qualificate riviste scientifiche internazionali.
Ha tradotto dall'inglese importanti testi di Genetica ed ha curato l'edizione italiana di diversi testi didattici di Genetica umana e di Genetica umana molecolare.
In riconoscimento dell'attività di ricerca, nel 1985 gli venne assegnato il premio "Querini Stampalia" dell'Istituto Veneto di Scienze, Lettere ed Arti e, nel 1994, il premio Feltrinelli dell'Accademia Nazionale dei Lincei, per ricerche nel campo della Biomedicina.

## Incarichi
- Università di Padova: 
  - direttore dell'Istituto policattedra di Biologia animale dal (1974-1976);
  - direttore del Centro interdipartimentale "A.Vallisneri" (1992-1995);
  - direttore del Dipartimento di Biologia (1998-2001)
  - direttore del Centro di Ricerca Interdipartimentale sulle Biotecnologie innovative (2003-2008).
- Fondazione Telethon:
  - vicepresidente della commissione scientifica internazionale (1990-1999).
- Associazione Genetica Italiana: 
  - membro del Consiglio Direttivo (1979-1991)
  - segretario  (1982-1988).
- Sezione italiana dell'International Physicians for the Prevention of Nuclear War: 
  - segretario organizzativo a partire dal 1986, per un decennio.

## Attività di rilievo pubblico
- Socio corrispondente dell'Accademia Nazionale dei Lincei,  nella categoria "Scienze biologiche ed applicazioni" dal 1999
- Socio dell'Istituto Veneto di Scienze, Lettere ed Arti dal 1990, dal 2003 al 2006 ne è stato Segretario della Classe di Scienze Fisiche e Naturali, vicepresidente dal 2006 al 2009 e presidente dal 2009 al 2015.
- Socio dell'Accademia Galileiana in Padova dal 2005.

## Traduzioni
1. De Busk A.G. Genetica Molecolare Piccin, Padova, 1970
2. Strickberger, M. W. Trattato di Genetica Piccin, Padova, 1974
3. Strickberger, M. W.  Trattato di Genetica 2. ed. (in collaborazione con V. Bianchi e D. Furlan), Piccin, 1983
4. Emery, Alan E. H. DNA ricombinante (in collaborazione con A. Lombardi), Piccin, Padova, 1986
5. Strickberger M. W., Monroe W. Trattato di genetica 3. ed. (a cura di G.A.Danieli, traduzione di A. Lombardi), Piccin, Padova, 1992
6. Strachan T., Read A.P. Genetica umana molecolare (a cura di G.A.Danieli, traduzione di M.S. Scariolo) UTET, 1997
7. Strachan T., Read A.P. Genetica umana molecolare 2.ed. (a cura di G.A.Danieli, traduzione di M.S. Scariolo). UTET, 2001
8. Strachan T, Read A.P. Genetica umana molecolare 3.ed. (a cura di G.A.Danieli, traduzione di M.S. Scariolo) UTET, 2006

## Libri pubblicati
- Danieli G.A Genetica: Complementi ed esercizi svolti (in collaborazione con R. Scozzari e G.Trippa), La goliardica editrice universitaria, Roma, 1978, 1984, 1990 e 1993
- Angelini C., Danieli G.A., Fontanari D. (Eds) Muscular Dystrophy Research-Advances and New Trends. Excerpta Medica, Amsterdam, 1980
- Danieli G.A. Appunti di genetica umana Libreria Progetto, Padova, 1981
- Danieli G.A Appunti di genetica umana 2.ed. Libreria Progetto, Padova, 1986
- Angelini C., Danieli G.A., Fontanari D. (Eds) Muscular Dystrophy Research-From Molecular Diagnosis toward Therapy Excerpta Medica, Amsterdam, 1991
- Danieli G.A Genetica Generale ed Umana vol. I e II (coordinatore di edizione, insieme a L. De Carli, E. Boncinelli e L. Larizza), Piccin, Padova, 1997
- Battaglia B., Danieli G.A., Minelli A. (Eds) Le scienze biologiche nel Veneto dell'Ottocento Eds, Istituto veneto di scienze, lettere ed arti, Venezia, 1998
- Aloisi M., Battaglia B., Carafoli E., Danieli G.A. (Eds) The Origin of Humankind, IOS Press, Amsterdam, 2000
- Danieli G.A. Genetics and Genomics for the Cardiologist. (ISBN 1-4020-7309-7  , 242pp) Kluwer Academic Publishers, Ingham MA, 2002
- Carafoli E., Danieli G.A., Longo G.O. (Eds) The two cultures: shared problems Springer Verlag Italia, Milano 2009
- Danieli G.A., Minelli A., Pievani T. (Eds) Stephen J. Gould: The Scientific Legacy Springer Verlag 2013